# Tetraberlinia moreliana
Tetraberlinia moreliana är en ärtväxtart som beskrevs av Aubrev.. Tetraberlinia moreliana ingår i släktet Tetraberlinia och familjen ärtväxter. Inga underarter finns listade i Catalogue of Life.